# Women’s United Soccer Association 2003
Die Women’s United Soccer Association 2003 war die dritte Saison der US-amerikanischen Frauenfußballliga Women’s United Soccer Association. Die reguläre Saison begann am 5. April 2003 und endete am 10. August 2003. Die Play-off-Runde wurde in der Zeit vom 16. bis 24. August 2003 ausgespielt. Meister der Liga wurde Washington Freedom aus Washington, D.C., das sich im Finale mit 2:1 nach Verlängerung (Golden Goal) gegen Atlanta Beat durchsetzte.

## Franchises und Spielstätten
| Franchise           | Ort                       | Stadion                            | Kapazität |
| ------------------- | ------------------------- | ---------------------------------- | --------- |
| Atlanta Beat        | Atlanta, Georgia          | Alonzo Herndon Stadium             | 15.011    |
| Boston Breakers     | Somerville, Massachusetts | Nickerson Field                    | 10.412    |
| Carolina Courage    | Cary, North Carolina      | SAS Soccer Park                    | 7.130     |
| New York Power      | Uniondale, New York       | Mitchel Athletic Complex           | 10.102    |
| Philadelphia Charge | Villanova, Pennsylvania   | Villanova Stadium                  | 12.500    |
| San Diego Spirit    | San Diego, Kalifornien    | Torero Stadium                     | 6.000     |
| San Jose CyberRays  | San José, Kalifornien     | Spartan Stadium                    | 30.456    |
| Washington Freedom  | Washington, D.C.          | Robert F. Kennedy Memorial Stadium | 56.692    |

| Beat |

| Breakers |

| Courage |

| Power |

| Charge |

| Spirit |

| CyberRays |

| Freedom |

| Beat |

| Breakers |

| Courage |

| Power |

| Charge |

| Spirit |

| CyberRays |

| Freedom |

## Modus
In der regulären Saison, die vom 5. April bis zum 10. August dauerte, absolvierte jedes Team insgesamt 21 Spiele, je drei Spiele (zwei Heim- und ein Auswärtsspiel bzw. ein Heim- und zwei Auswärtsspiele) gegen jedes andere Team. Somit hatten vier Teams insgesamt 11 Heimspiele, die vier anderen Teams nur 10 Heimspiele.
Die vier am Ende der Saison bestplatzierten Teams qualifizierten sich für die Play-offs. Die Halbfinalspiele, in denen der Erst- auf den Viertplatzierten und der Zweit- auf den Drittplatzierten trafen, fanden am 17. August statt. Die beiden Sieger trafen im Finale aufeinander, welches am 24. August ausgetragen wurde.

## Statistiken

### Tabelle
| Pl. | Verein              | Sp. | S  | U | N  | Tore    | Diff. | Punkte |
| --- | ------------------- | --- | -- | - | -- | ------- | ----- | ------ |
| 1.  | Boston Breakers     | 21  | 10 | 7 | 4  | 033:290 | +4    | 37     |
| 2.  | Atlanta Beat        | 21  | 9  | 8 | 4  | 034:190 | +15   | 35     |
| 3.  | Washington Freedom  | 21  | 9  | 4 | 8  | 040:310 | +9    | 31     |
| 4.  | San Diego Spirit    | 21  | 8  | 7 | 6  | 027:260 | +1    | 31     |
| 5.  | New York Power      | 21  | 7  | 5 | 9  | 033:430 | −10   | 26     |
| 6.  | San Jose CyberRays  | 21  | 7  | 4 | 10 | 023:300 | −7    | 25     |
| 7.  | Carolina Courage    | 21  | 7  | 4 | 10 | 031:330 | −2    | 25     |
| 8.  | Philadelphia Charge | 21  | 5  | 5 | 11 | 030:400 | −10   | 20     |

### Torschützinnenliste
| Platz | Spielerin           | Verein              | Anzahl |
| ----- | ------------------- | ------------------- | ------ |
| 1     | Dagny Mellgren      | Boston Breakers     | 14     |
|       | Marinette Pichon    | Philadelphia Charge | 14     |
| 3     | Abby Wambach        | Washington Freedom  | 13     |
| 4     | Julie Fleeting      | San Diego Spirit    | 11     |
|       | Mia Hamm            | Washington Freedom  | 11     |
|       | Charmaine Hooper    | Atlanta Beat        | 11     |
|       | Birgit Prinz        | Carolina Courage    | 11     |
| 8     | Maren Meinert       | Boston Breakers     | 9      |
| 9     | Maribel Domínguez   | Atlanta Beat        | 7      |
|       | Danielle Fotopoulos | Carolina Courage    | 7      |

### Zuschauertabelle
|    | Verein              | Zuschauer | Heimspiele | pro Spiel | Auslastung |
| -- | ------------------- | --------- | ---------- | --------- | ---------- |
| 1. | Washington Freedom  | 99.276    | 10         | 9.928     | 017,5 %    |
| 2. | Philadelphia Charge | 72.450    | 10         | 7.245     | 058 %      |
| 3. | Atlanta Beat        | 76.541    | 11         | 6.958     | 046,4 %    |
| 4. | Boston Breakers     | 76.244    | 11         | 6.931     | 066,6 %    |
| 5. | San Jose CyberRays  | 67.912    | 10         | 6.791     | 022,3 %    |
| 6. | Carolina Courage    | 63.109    | 11         | 5.737     | 080,5 %    |
| 7. | San Diego Spirit    | 61.983    | 11         | 5.635     | 093,9 %    |
| 8. | New York Power      | 42.494    | 10         | 4.249     | 042,1 %    |

## Play-offs
Die vier bestplatzierten Mannschaften der regulären Saison qualifizierten sich für die Play-offs.

### Halbfinale
Die Halbfinalspiele fanden am 16. und 17. August 2003 statt.
|                 | Ergebnis              |                    |
| --------------- | --------------------- | ------------------ |
| Boston Breakers | 0:0 n. V. (1:3 i. E.) | Washington Freedom |
| Atlanta Beat    | 2:1 n.GG              | San Diego Spirit   |

### Founders Cup III
Das Finale wurde am 24. August 2003 im Torero Stadium in San Diego, Kalifornien ausgetragen.
| Atlanta Beat                                  | Atlanta Beat | Washington Freedom | Washington Freedom |
| --------------------------------------------- | --- | --- | ------------------ |
| Atlanta Beat                                  | \| Finale \| \| 24. August 2003 in San Diego (Torero Stadium) \| \| Ergebnis: 1:2 n.GG (1:1, 1:1) \| \| Zuschauer: 7.106 \| \| Schiedsrichter: Terry Vaughn \| | \| Finale \| \| 24. August 2003 in San Diego (Torero Stadium) \| \| Ergebnis: 1:2 n.GG (1:1, 1:1) \| \| Zuschauer: 7.106 \| \| Schiedsrichter: Terry Vaughn \|                                                 | Washington Freedom |
| Atlanta Beat                                  | Briana Scurry – Nancy Augustyniak, Kylie Bivens, Leslie Gaston (91. Julie Augustyniak), Sharolta Nonen – Marci Miller (65. Kristin Warren), Cindy Parlow (89. Callie Withers), Homare Sawa, Nikki Serlenga (45. Maribel Domínguez) – Charmaine Hooper, Conny Pohlers | Siri Mullinix – Jennifer Grubb, Sandra Minnert, Carrie Moore – Kelly Golebiowski (64. Jennifer Meier), Steffi Jones, Jacqui Little, Skylar Little, Lindsay Stoecker (70. Casey Zimny) – Mia Hamm, Abby Wambach | Washington Freedom |
| Atlanta Beat                                  | 1:1 Hooper (45.+1’, Elfmeter) | 0:1 Wambach (7.) 1:2 Wambach (96., Golden Goal) | Washington Freedom |
| Atlanta Beat                                  | Gaston (29.), Warren (71.), Hooper (78.) | Wambach (58.), Grubb (82.) | Washington Freedom |
| Atlanta Beat                                  | N. Augustyniak (94.) | | Washington Freedom |
| Finale                                        | | |                    |
| 24. August 2003 in San Diego (Torero Stadium) | | |                    |
| Ergebnis: 1:2 n.GG (1:1, 1:1)                 | | |                    |
| Zuschauer: 7.106                              | | |                    |
| Schiedsrichter: Terry Vaughn                  | | |                    |